# جزیره لسکوف (جنوبگان)
جزیره لسکوف (انگلیسی: Leskov Island) جزیره‌ای پوشیده از یخ در یخ‌تاق غربی جنوبگان است که ارتفاع آن به ۱۸۵ متر می‌رسد و در ۱۱ کیلومتری شمال‌غرب جزیره میخایلوف قرار دارد. این جزیره در سال ۱۹۵۶ در مأموریت اکتشافی اتحاد شوروی کشف و به نام سروان لسکوف که در سفر اکتشافی فابین گوتلیب فن بلینگسهاوزن طی سال‌های ۱۸۱۹ تا ۱۸۲۱ حضور داشت، نام‌گذاری شد.